# TV Jojko
TV Jojko – słowacka stacja telewizyjna adresowana do dzieci. Należy do grupy JOJ.
Została uruchomiona w 2020 roku i zastąpiła kanał TV RiK (zał. 2015). Stacja nadaje 24 godziny na dobę, a jej ramówka składa się z treści dla dzieci w języku słowackim. Jest dostępna u wszystkich operatorów kablowych, satelitarnych i internetowych, którzy wcześniej oferowali RiK TV.